# Lolia Paulina
Lolia Paulina  fue una dama romana del siglo I, emperatriz consorte por su matrimonio con Calígula.

## Familia y matrimonios
Lolia fue miembro de la gens Lolia. Su padre fue Marco Lolio, senador consular e hijo del también consular Marco Lolio, y su madre, probablemente llamada Volusia, fue hermana del también senador consular y prefecto del pretorio Lucio Volusio Saturnino, hijo a su vez de Lucio Volusio Saturnino y Nonia Pola (quizá de ahí el cognomen de Paulina). Se suele considerar a Lolia Saturnina su hermana, pero cabe la posibilidad de que Paulina fuese hermana de Marco Lolio Paulino (conocido por una inscripción de Ostia) y tía de Saturnina. Estuvo casada con Publio Memio Régulo y el emperador Calígula.

## Vida
Amasó una considerable fortuna a través de las herencias de sus parientes cercanos. Su primer marido, Publio Memmio Regulo, fue consul suffectus en 31 y gobernador provincial. Tácito le describe como un hombre de gran dignidad e influencia. Calígula la llamó a la capital estando casada, pues se encontraba en la provincia que su marido estaba gobernando. El interés del emperador por la mujer era consecuencia de un comentario que había escuchado sobre la belleza de su abuela.
Tras obligarla a divorciarse de Regulo, se casó con ella en 38. Seis meses después se divorciaron a causa de la infertilidad de Paulina. Una vez separados, el emperador le prohibió besarse o acostarse con otro hombre. Años más tarde se convertiría en la rival de la hermana de su exmarido, Agripina la Menor, al ser considerada como esposa por el emperador Claudio. En 49, Agripina la acusó de brujería. Al no conseguir una audiencia imperial, sus propiedades fueron confiscadas y se vio obligada a abandonar Italia.
Tácito escribe que Paulina se vio obligada a suicidarse bajo la mirada de un comandante de la Guardia Pretoriana. Al parecer, dicho pretoriano había sido contratado por Agripina.
La Naturalis Historia de Plinio el Viejo la describe como un ejemplo de ostentación; al parecer llevaba a cada cena joyas por un valor de cuarenta millones de sestercios. No se erigió un sepulcro en su honor hasta el reinado del emperador Nerón.